# Incoltorrida
Incoltorrida is een kevergeslacht uit de familie Torridincolidae. De wetenschappelijke naam van het geslacht  werd voor het eerst geldig gepubliceerd in 1973 door Steffan.

## Soorten
- Incoltorrida madagassica Steffan, 1973
- Incoltorrida benesculpta Perkins & Bergsten, 2019
- Incoltorrida galoko Perkins & Bergsten, 2019
- Incoltorrida magna Perkins & Bergsten, 2019
- Incoltorrida marojejy Perkins & Bergsten, 2019
- Incoltorrida quintacostata Perkins & Bergsten, 2019
- Incoltorrida zahamena Perkins & Bergsten, 2019